# Operationeel hefboomeffect
Het operationele hefboomeffect, ook wel degree of operating leverage genoemd, komt voort uit het bestaan van vaste kosten in het bedrijf. De operationele hefboomwerking gebruikt de vaste kosten voor het vergroten van de effecten van omzetveranderingen op het bedrijfsresultaat. Hierbij geldt hoe groter de hefboomwerking des te risicovoller de bedrijfsvoering is maar daar tegenover staat de kans op een aanzienlijke stijging in winsten. Een lagere hefboomwerking is vice versa.
{\displaystyle {\text{operationele hefboomwerking}}={\frac {{\text{afzet}}\times ({\text{prijs}}-{\text{variabele kosten}})}{{\text{afzet}}\times ({\text{prijs}}-{\text{variabele kosten}})-{\text{vaste kosten}}}}}